# Wolbrom (stacja kolejowa)
Wolbrom – stacja kolejowa w Wolbromiu, w województwie małopolskim, w Polsce. Kasa biletowa została zamknięta w 2009 roku.

## Ruch pasażerski
| Rok  | Wymiana pasażerska na dobę |
| ---- | -------------------------- |
| 2017 | 20-49                      |
| 2018 | 20-49                      |
| 2019 | 50-99                      |
| 2020 | 50-99                      |
| 2021 | 50-99                      |
| 2022 | 150-199                    |
| 2023 | 150-199                    |